# 蟲製作
虫製作（日语：虫プロダクション，簡稱），是兩家與日本動畫家手塚治虫有關的動畫製作公司。这两家公司是株式會社虫製作以及虫製作株式會社，後者是前者的历史延续。以下将分别叙述。

## 取名
因手塚治虫与这两家公司有直接或间接的联系，所以公司取名都来自其本人的名字。
右侧列表只列虫製作株式會社的公司信息，株式會社虫製作的公司信息在此簡單介紹曾用名和公司成立至結束日期。

## 沿革

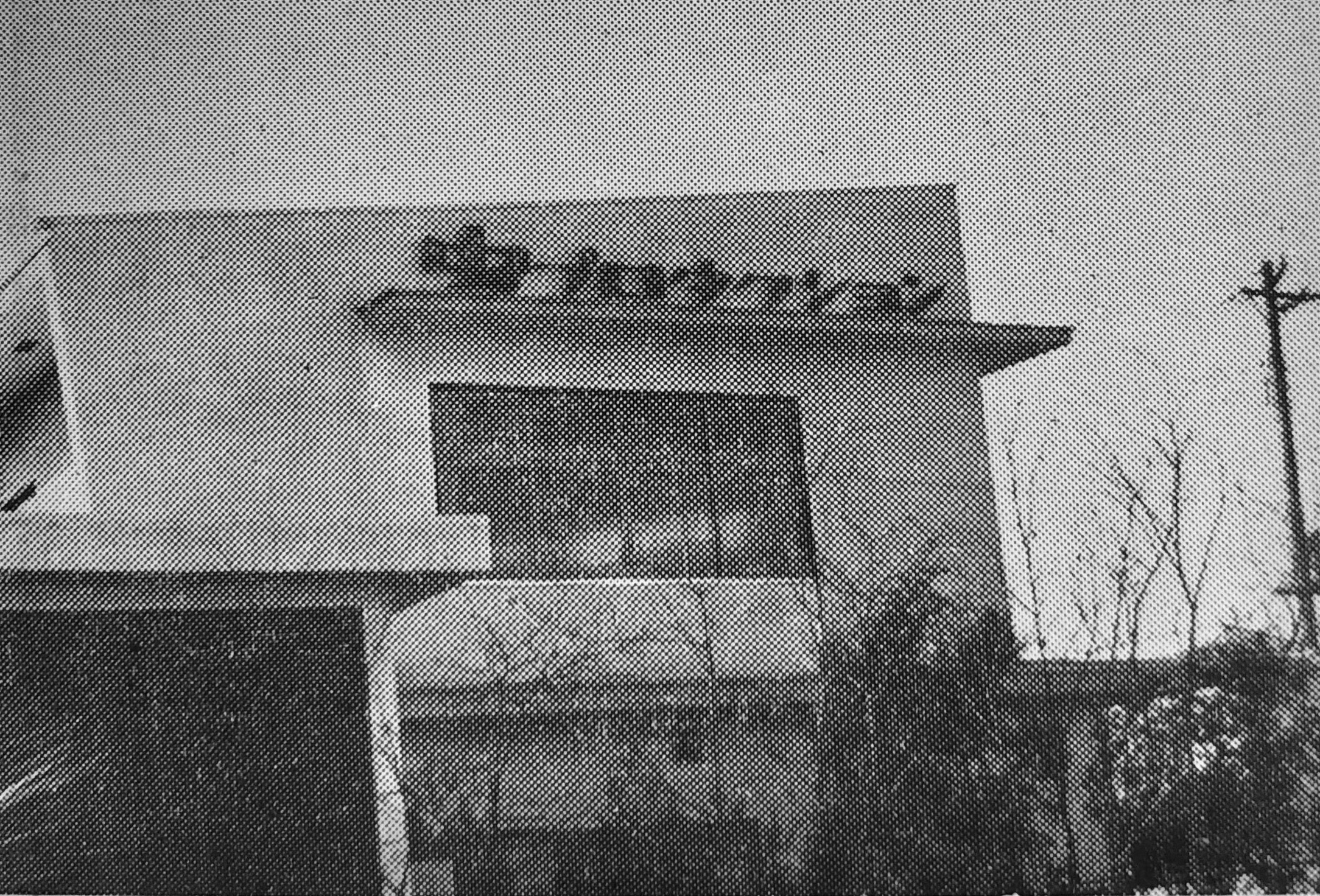
株式會社蟲製作的總部（1963年）

1961年，當時與東映動畫合約到期的手塚治虫在東京都練馬區創立手塚治虫製作動畫部（手塚治虫プロダクション動画部）。1962年，手塚治虫製作動畫部改名為株式會社虫製作（株式会社虫プロダクション）。1966年7月，株式會社虫製作的版權部、出版部、營業部獨立為子公司虫製作商事（虫プロ商事），株式會社虫製作的債務同時移轉至虫製作商事。
株式會社虫製作首開日本的電視動畫製作，旗下有《原子小金剛》、《緞帶騎士》、《森林大帝》、《多羅羅》、《小拳王》等電視動畫；亦有《一千零一夜》、《埃及豔》、《悲傷的貝拉朵娜》）等成人取向作品。
1968年，手塚治虫已離開株式會社虫製作，創立手塚製作。1972年，株式會社虫製作發生經營危機，部份員工另建立MADHOUSE和SUNRISE（日昇動畫，即現今萬代南夢宮影像製作）。1973年11月10日，株式會社虫製作宣告破產。
1977年11月26日，株式會社虫製作的工會在東京都創立虫製作株式會社（虫プロダクション株式会社），概括承受株式會社虫製作旗下動畫，營業至今。

## 外部連結
- 蟲製作官方網頁 （页面存档备份，存于）（日語）